# Gary Winnick
Pour les articles homonymes, voir Winnick.
Gary Winnick, né le 13 octobre 1947 à New York et mort le 4 novembre 2023 à Bel Air (Los Angeles), est un financier américain milliardaire.
Il est actif lors de la crise des junk bonds, puis lors de la bulle internet et du krach boursier de 2001-2002.

## Biographie
Gary Winnick est né en 1947 et a grandi dans le quartier du Queens, à New York. Il est diplômé de la C.W. Post University, au sein de la Long Island University, en 1969.
Gary Winnick commence sa carrière à 25 ans aux côtés de Michael Milken, le « roi des junk bonds », à la banque Drexel Burnham Lambert, dont il est l'associé et le proche collaborateur, de 1973 à 1985, et contre lequel il témoigne lorsque Michael Milken est condamné à dix ans de prison. 
En 1985, il fonde le fonds d'investissement Pacific Asset Holding, au capital de 350 millions de dollars, spécialisé dans les junk bonds, dans lequel il investit 30 millions de dollars, aux côtés de Michael Milken et qui est ensuite rebaptisé Pacific Capital Group, pour investir dans des industries très diverses. Un premier conflit d'intérêts apparaît en 1986 lorsque Drexel Burnham Lambert conseille la société Western Union alors que Pacific Asset Holding, détenu par ses ex-employés, a lancé une OPA pour la racheter. Une fois la prise de contrôle majoritaire dans la société effectuée, avec l'aide d'un autre fonds d'investissement, Gary Winnick décide de céder ou fermer ses activités de communications long-distance, télex, et courrier électronique, jugées trop peu rentables, même si elles représentent la moitié du chiffre d'affaires. Dès lors, Western Union s'est spécialisée dans les transferts d'argent. 
Avec trois associés (Abbott L. Brown, David L. Lee, et Barry Porter) il a fondé l'opérateur télécoms Global Crossing en 1997, via le fonds d'investissement Pacific Capital Group. Basée aux Bermudes, la société, qu'il devra quitter en décembre 2002 après une faillite, revendique un réseau de plus de 100 000 miles de fibre optique. Parmi les nombreuses acquisitions de Global Crossing, la société Frontier Corporation, achetée en 1999. Peu avant le krach boursier de 2001-2002, Garry Winnick, a vendu pour 734 millions de dollars d'actions de sa société. En tout, Pacific Capital Group a vendu pour près de deux milliards de dollars d'actions Global Crossing.
Le dépôt de bilan de Global Crossing, en janvier 2002, représente la 15e plus grosse faillite jamais intervenue aux États-Unis par l'importance des actifs en jeu (30,185 milliards de dollars), selon le site bankruptcydata.com. Les investigations de la SEC menés contre lui ne débouchent sur aucune preuve sérieuse de manipulations.
Avec d'anciens responsables de Global Crossing il a accepté deux ans plus tard de payer un total 325 millions de dollars pour régler deux plaintes. Aux termes d'un accord amiable, Gary Winnick a versé 55 millions de dollars à des fonds de retraite de l'Ohio qui avaient porté plainte en janvier 2003, arguant que le groupe avait frauduleusement gonflé ses résultats.
Installé dans sa propriété de Los Angeles, près du Bel Air Country Club, achetée 92 millions de dollars, se présentant comme un philanthrope, membre du conseil du MOMA (Musée d'art moderne) et du Simon Wiesenthal Center, Gary Winnick est ensuite devenu le président et  fondateur de la société iCrete, centrée sur la technologie du béton de pointe.
Gary Winnick meurt le 4 novembre 2023 dans sa résidence de Bel Air en Californie à l'âge de 76 ans.